# Enduts per la marea
Enduts per la marea (títol original: Swept Away) és una pel·lícula britànico-italiana dirigida per Guy Ritchie, estrenada l'any 2002. Aquest film és un remake del film italià Cap a un destí insòlit, sobre les onades blaves de l'estiu, de 1974. Ha estat doblada al català

## Argument
Amber Leighton és una dona afortunada, lloga un iot per fer un creuer pel Mediterrani amb amics. A la tripulació, hi ha un mariner comunista que detesta de seguida aquesta dona rica de qui ha de satisfer fins els desitjos i capricis més nimis.
Un dia, mentre demana al mariner de conduir-la a terra per trobar-se amb els seus amics, el petit vaixell en el qual havien embarcat s'avaria.

## Repartiment
- Bruce Greenwood: Anthony « Tony » Leighton
- Madonna: Amber Leighton
- Elizabeth Banks: Debi
- Michael Beattie: Todd
- Jeanne Tripplehorn: Marina
- David Thornton: Michael
- Adriano Giannini: Giuseppe « Peppe » Esposito
- Yorgo Voyagis: el capità del iot
- Ricardo Perna: un membre de la tripulació

## Premis i nominacions

### Premis
- 23a cerimònia dels premis Razzie (2003) :
  - Razzie al pitjor film
  - Razzie al pitjor director per a Guy Ritchie
  - Razzie a la pitjor actriu per a Madonna
  - Razzie a la pitjor parella a la pantalla per a Madonna i Adriano Giannini
  - Razzie al pitjor remake o continuació

### Nominacions
- 23a cerimònia dels premis Razzie (2003) :
  - Razzie al pitjor actor per a Adriano Giannini
  - Razzie al pitjor guió per a Guy Ritchie
- 25a cerimònia dels premis Razzie (2005): premi Razzie al pitjor drama dels 25 últims anys
- 30a cerimònia dels premis Razzie (2010) :
  - Razzie al pitjor film del decenni
  - Razzie a la pitjor actriu del decenni per a Madonna (igualment per a Gairebé perfecte i Mor un altre dia)

## Al voltant del film
- El film ha estat rodat a Itàlia, a Sardenya i a Malta.
- Adriano Giannini fa el paper que el seu pare Giancarlo Giannini havia tingut al primer film.
- És la tercera col·laboració entre Guy Ritchie i Madonna després  The Hire: Star i el clip de What It Feels Like for a Girl.
- En principi, el film havia de titular-se  Love, Sex, Drugs & Money.